# 앤 소피
안 조피(Ann Sophie, 1990년 9월 1일 ~ )는 독일의 가수, 작곡가이다.